# Милан Калабић
Милан Калабић (Подновље, 12. октобар 1886 — 22. новембар 1942) био је српски и југословенски жандармеријски официр, добровољац у Балканским ратовима и Првом светском рату, припадник Српске државне страже и окружни начелник Пожаревца у Другом светском рату и сарадник Југословенске војске у Отаџбини.
Његов син је био Никола Калабић, командант Горске краљеве гарде Југословенске војске у Отаџбини.

## Ратови за ослобођење и уједињење
Рођен је 1886. године у селу Подновљу код Добоја. Служио је као аустроугарски жандарм и подофицир на граници. Био је ожењен Јоком.
На почетку Првог балканског рата 1912. године, Милан Калабић је илегално препливао Дрину и пријавио се као добровољац у српској војсци. Аустроугарски граничари су пуцали на њега и видели како пада у реку, због чега су обавестили породицу да је погинуо. У уверењу да јој је муж мртав, након периода жалости, Јока се преудала за Николу Продановића. Када се 1916. године прочуло да је жив, аустроугарске власти су Јоку са децом Николом, Ангелином и Недељком одвели у логор Нежидер у западној Аустрији.
Калабић је на Солунском фронту унапређен у чин капетана прве класе и постављен на место команданта јуришног одреда у Шумадијској дивизији. Наредник Миладин Савић се много година касније у разговору за лист Правда, присећао:
Где се јуришни одред потпоручника г. Калабића појави, ту се непријатељ не задржава.— Миладин Савић

## Међуратни период
Одликован је у априлу 1920. године, Орденом Карађорђеве звезде са мачевима IV степена, за заслуге у ратовима од 1917. до 1919. године. Преведен је у жандармеријску службу и укључен у гушење Албанске побуне 1920. године. Потом је распоређен за командира жандармеријске чете у Никшићу.
Фебруара 1924. године, услед прекомерне употребе силе од стране жандармеријског капетана Милана Калабића и његових подређених, преминули су Шћепан Мијушковић и његов рођак Стеван, двојица комита и организатора Божићне побуне у Никшићу. Њихова тела су бачена у јаму на Требјеси и пронађена након три дана. На питању откривања људи одговорних за њихово убиство, ангажовао се хрватски политичар и сецесиониста Стјепан Радић. Калабић је са још тројицом подофицира ухапшен у септембру 1924. године и најпре је процесуиран пред грађанским, а потом дивизијским судом. Окружни суд у Никшићу га је 1930. године, осудио на затворску казну од 18 година. Помилован је 1932. године и одмах пензионисан. Сродници Мијушковића су покушали да убију Калабића, бацањем две бомбе.
На изборима 1935. кандидовао се на Хођериној листи за срезове дервентски, добојски и теслићки. Фалсификовао је налог по коме би жандармерија требала да му помогне у томе, за шта је у априлу 1937. осуђен на 15 дана строгог затвора и 600 динара новчане казне.
Симо Мијушковић, брат убијеног Шћепана, решен да освети крв, сачекао је Калабића 30. јула 1940. године по повратку од бакалина, испред његове зграде у Улици краља Томислава бр. 64 у београдском насељу Котеж Неимар и на њега испалио четири метка. Погођен је у лево раме, плећа, слабину и стомак. Калабић је успео да остане при свести и кроз двориште уђе у стан. Убрзо су кола хитне помоћи дошла по њега и одвезла га у болницу, где је одмах оперисан. Атентатора је сустигао поштар Милутин Марковић и успео да га разоружа без већих проблема, будући да је већ био у годинама.
На суђењу је Симо Мијушковић одбацио да је планирао убити Калабића, већ да се на то одлучио тога дана приликом случајног сусрета на улици. Суђењу је присуствовао и син Шћепана Мијушковића. Друго кривично веће Окружног суда за град Београд је крајем септембра 1940. године, осудило Сима на годину дана затвора.

## Други светски рат
На почетку Другог светског рата у Југославији 1941. године, Калабић се придружио Српској државној стражи, формацији под управом Владе народног спаса генерала Милана Недића.
Ухапшен је 3. октобра 1942. године од стране Гестапоа, пошто се открило да је достављао информације и оружје припадницима Југословенске војске у Отаџбини, у којој је био и његов син мајор Никола Калабић. Након мучења и саслушања, Калабић је стрељан.
Два месеца касније, у Бањички логор су одведени и други чланови породице Николе Калабића.

## Одликовања
- Споменица на рат 1913. године;
- Сребрна медаља за храброст;
- Златна медаља за храброст;
- Орден Белог орла са мачевима V степена;
- Орден Белог орла са мачевима IV степена;
- Орден Карађорђеве звезде са мачевима IV степена (април 1920);[2]
- Албанска споменица;
- Споменица за рат ослобођења и уједињења 1914—1918. године.